# Nueva Era
Nueva Era is a 4th class and second largest đô thị (in terms of land area) in the tỉnh Ilocos Norte, Philippines. Theo điều tra dân số năm 2007, đô thị này có dân số 7.475 người trong 1.242 hộ.

## Các đơn vị hành chính
Nueva Era được chia ra 11 barangay.
- Acnam
- Barangobong
- Barikir
- Bugayong
- Cabittauran
- Caray
- Garnaden
- Naguillan (Pagpag-ong)
- Poblacion
- Santo Niño
- Uguis